# Forlagsbind
En bog med forlagsbind er indbundet fra forlaget eller en mellemhandler for en større eller mindre del af oplaget. En sådan serie kaldes også partibind. De kan udsendes efter behov og undertiden adskillige år efter udgivelsen i håb om at få realiseret et restoplag. Der kan altså være år imellem en bog og dens bind.
Ved forlagsbind vil bogblok og bogomslag typisk laves hver for sig, og bogblokken limes ind i løsomslaget, det 'indhænges'. I modsætning hertil bygges bogbindet ved den håndindbundne bog op omkring hver enkelt bogblok til et 'privatbind' med udstyr efter kundens ønske. Det var det almindelige til ind i 1800-tallet, hvor den industrielt fremstillede bog vandt frem i takt med stadig mere avancerede maskiner.,
Allerede i barokken havde man dog ved siden af bind til bibliofiler og bogsamlere også fremstillet brugsbind der sammen med forlagsbind blev stadig hyppigere i løbet af 1600-tallet.

## Komponeret bind
Komponerede bind er forlagsbind med "komponerede" dekorationer, især på formpermen.
Englænderne kunne fra 1832 tage en forgylderpresse i brug − "The Imperial Arming Press" − og fra midt i århundredet vandt de maskinforgyldte 'komponerede bind' også frem i Danmark. En af foregangmændene var bogbinderen D.L. Clément, som i 1850'erne mente det var nødvendigt at tage maskiner i brug for at kunne konkurrere med importerede forlagsbind fra især Tyskland. Clément var oldermand for Kjøbenhavns Bogbinderlav.
Udtrykket "pragtbind" blev i slutningen af 1800-tallet degraderet til i daglig tale ikke længere at gælde
virkeligt prægtige bogbind, men "... de presseforgyldte forlagsbind i shirting, ogsaa kaldet komponerede bind, hvis komposition enten var tegnet af en kunstner eller sammensat af en bogbinders forhaandenværende stempler. Efterhaanden forstod man ved pragtbind snarest den outrerede form for komponerede bind hvor dekorationen gerne fyldte hele eller det meste af ryg og bindside. ...".
Bibliotekar Carl S. Petersen skrev 1915 i Salmonsen:
"Efterhånden som maskiner er indført i
bogbinderiet, er det blevet muligt at fremstille
yderst billige bind i store oplag; i England
udsendes bøgerne i et stift shirtingsomslag som
foreløbigt bind, og dette er blevet efterlignet i
de shirtingsbind med tarvelig
maskinforgyldning, der nu grasserer i alle lande som
"pragtbind" og virker fordærvende på det store
publikums smag."
I begyndelsen havde man annonceret denne type 'elegante' bind som "eleg. bind", og først fra omkring 1900 da konkurrencen mellem forlagene skærpedes, brugte man anprisningen "pragtbind".
I tiden omkring 1900 var hæftesubskription udbredt, og bogbinderværkstederne lå i konkurrence med hinanden om at fremstille egnede bind når sidste hæfte var udkommet. De større bogbindere tilbød så forskellige færdige bind at indsætte bogen i. De havde ofte kendte kunstnere til at lave den dekoration der skulle pryde det 'komponerede bind'. Af kunstnere der illustrerede bogbind kan nævnes Thorvald Bindesbøll, Joakim Skovgaard, Erik Henningsen, Gudmund Hentze, August Jerndorff, Johan Rohde, Harald Slott-Møller, Joakim Skovgaard og Stefan Ussing.
Perioden med disse 'pragtbind' sluttede omkring første verdenskrig.
ISO-standarder
Der findes en ISO-standard for indbindingsmaterialer og -metoder til bogproduktion, DS/ISO 11800: 2000
- Komponerede forlagsbind fra tiden omkring 1900
- Bogbind fra 1898 af Alice Cordelia Morse
- Theodor Fontane: Meine Kinderjahre, 1894
- Thomas Mann: Der Tod in Venedig. (Nr. 71 af 100 : "Exemplar LXXI/C. Original-Verlagseinband - Meistereinband von E. Ludwig, Frankfurt).
- Forlagsindbinding af en bibliofiludgave af Der Golem, Gustav Meyrink 1915